# 新江镇 (翁源县)
新江镇，是中华人民共和国广东省韶关市翁源县下辖的一个乡镇级行政单位。

## 行政区划
新江镇下辖以下地区：
新江社区、东方村、民光村、民治村、上坝村、双石村、双塘村、双星村、太坪村、西锦村、小镇村、新江村、新益村、新展村、油溪村、连心村、凉桥村、塘心村、阳河村和渔溪村。